# 国鉄S90形コンテナ
国鉄S90形コンテナ（こくてつS90がたコンテナ）は日本国有鉄道（国鉄）時代に試作された12 ftコンテナ（事業用コンテナ）である。

## 概要
1985年（昭和60年）3月14日をもって、貨物列車における車掌業務は廃止されたが、それ以前は列車の最後尾に緩急車や車掌車が連結されていた。1959年（昭和34年）に汐留 - 梅田駅（現・梅田信号場）間を結ぶ特急コンテナ列車「たから号」の運用が開始されると、コンテナと同じ黄緑6号で塗装されたヨ5000形や、後継形式のヨ6000形が連結・運用された。
しかし列車の運用速度が従来の85 km/hから100 km/hに引き上げられると、構造上、最高速度が85 km/hに留まるヨ5000形やヨ6000形では対応できなくなるという問題が生じ、車掌車をどのように扱うかが重要な課題となった。そこで100 km/h走行に対応した構造のヨ9000形2両（ヨ9000・ヨ9001）が試作され、試験運用されたが、あまり良い結果は得られず、失敗に終わった。
次なる方法として「車掌室をコンテナ化して、フォークリフトなどの荷役装置を用いて、任意で載せ降ろしできるようにしたらどうか」という案が浮上した。コンテナ化させた車掌室をコンテナ車に載せれば、最高速度の問題解決に加え、車掌車を連結させる手間も省けるという事で、本形式が試作形として1973年（昭和48年）に東急車輛製造にて製造された。個数は1個のみで、目的は試験運用を行って、その評価を得る事だった。外観はコキフ10000形やコキフ50000形の車掌室部分と似ているが、屋根が平坦であることやテールライトが妻面にあること、ならびに車軸発電機が使用できないためユニット内部に発電機を搭載しており、ドアと反対側にこのための機械設備があるため窓配置などが異なるという違いがある。
1986年（昭和61年）度に廃止され形式消滅した。

## 諸元
- 自重:3.9 ｔ
- 高さ:2,500 mm
- 幅:2,653 mm
- 長さ:4,340 mm
- 塗装:赤3号

本形式は事業用コンテナのため、荷重と容積は含まれていない。

## 問題点
試作形という事もあり、試験運用期間中にいくつかの課題が生じた。電源の供給方法や便所の汚物処理方法、尾灯に生じた課題は解決したものの、その他の課題は解決されないまま試験運用は終了。結局実用化の目途は立たずに終わった。

## その後
本形式が実用化される目途が立たなくなると、列車における車掌業務はコキフ10000形に引き継がれた。一方、運用を終えた本形式は長期にわたって塩浜操車場（現・川崎貨物駅）構内に置かれていた。